# Bayuquan
Bayuquan är ett stadsdistrikt i Yingkou i Liaoning-provinsen i nordöstra Kina.